# Babur ibn Baysunkur

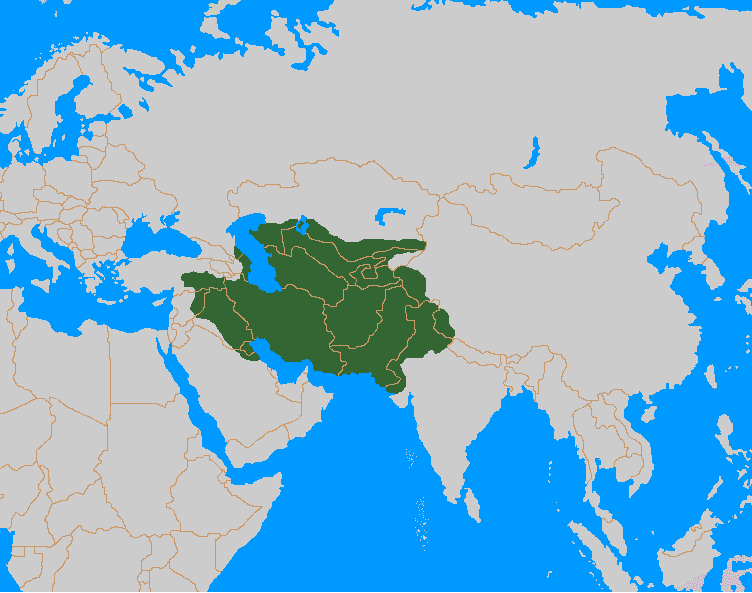
El imperio de su bisabuelo, Tamerlán.

Abu l-Kasim Babur ibn Baysunkur ibn Xa-Rukh (transliterado también como Abu'l-Qasem Mirza Babor bin Baysonqor bin Sahrok), conocido simplemente como Babur Ibn Baysunkur (1422- 22 de marzo de 1457) fue sultán timúrida de Jorasán (Herat), hijo de Baysunkur, nieto de Xah-Rukh, y bisnieto de Tamerlán. Su madre fue una concubina de Baysunkur de nombre Gowhar-nasab. 

## Biografía
Babur es descrito como humilde y modesto y siempre con una disposición agradable. Como otros de sus parientes timúrides fue un príncipe que escribió poesía bajo el nombre de Babur; también se le menciona como Babur Kalandar y se inclinaba hacia el sufismo y que había estudiado los textos clásicos sufitas; había hecho algunos escritos menores sobre el sufismo. No era muy apreciado por su abuelo Xa-Rukh que prefería a sus hermanos (hermanastros) Ala al Dawla y Sultan Muhammad, y tuvo que vivir con cierta marginación. Al final de la vida de su abuelo (1447). participó en las luchas sucesorias, y junto con Khalil Sultan, un tataranieto de Tamerlán (Timur), se apoderó de los suministros del ejército y se dirigió al nordeste, y consiguió ser reconocido como soberano del Mazanderan por Amir Henduka, general de Xa-Rukh que había estado pasando el invierno en Gurgan; continuó hacia el Khorasán en contra de su germano Ala al-Dawla, que gobernaba con sede en Herat, pero después de un intento de batalla, los dos hermanos acordaron fijar el límite entre sus territorios en Ḵabūšān (Qūčān) una comarca bastante cercana a Mashad. Babur estableció su sede en Astarabad.
Sultan Muhammad pronto invadió el Khorasán (1450) y derrotó a Babur en Jam, cerca de Mashad (marzo de 1450). Babur se retiró a Astarabad, donde pronto empezó a recibir desertores del ejército de su hermanastro. Aquel invierno (1450 a 1451) en Herat hubo una epidemia de hambre, y esto, junto a las exacciones del principal amir (general) del soberano, hicieron el reinado impopular. Babur, consciente de la situación, al llegar el buen tiempo inició la reconquista del Khurasán. El Sultán Muhammad fue derrotado y huyó a Irak Adjemita, pero Ala al-Dawla aprovechó estas luchas para recuperar Herat. Pero cuando Babur marchó contra la ciudad, Ala al-Dawla huyó rápidamente a Balkh y Babur entró a Herat sin resistencia. Dominó Kabul en 1451 donde eliminó a una rama timúrida. Babur ordenó entonces cegar a Ala al-Dawla de Balkh, pero la operación se hizo de tal manera que este conservó la vista.
Lo sucedió como sultán su hijo Shah Mahmud de once años bajo regencia del emir Shir Hajji. Babur fue el primer patrón del sultán timúrida Husayn Baykara (1438-1506), que entró a su servicio en Herat a los 14 años y al que después se reunió su hermano adoptivo Ali Shir Navai, el padre del cual se cree que ocupaba un alto cargo en el gobierno de Babur.